# Pfarrkirche Puchenstuben

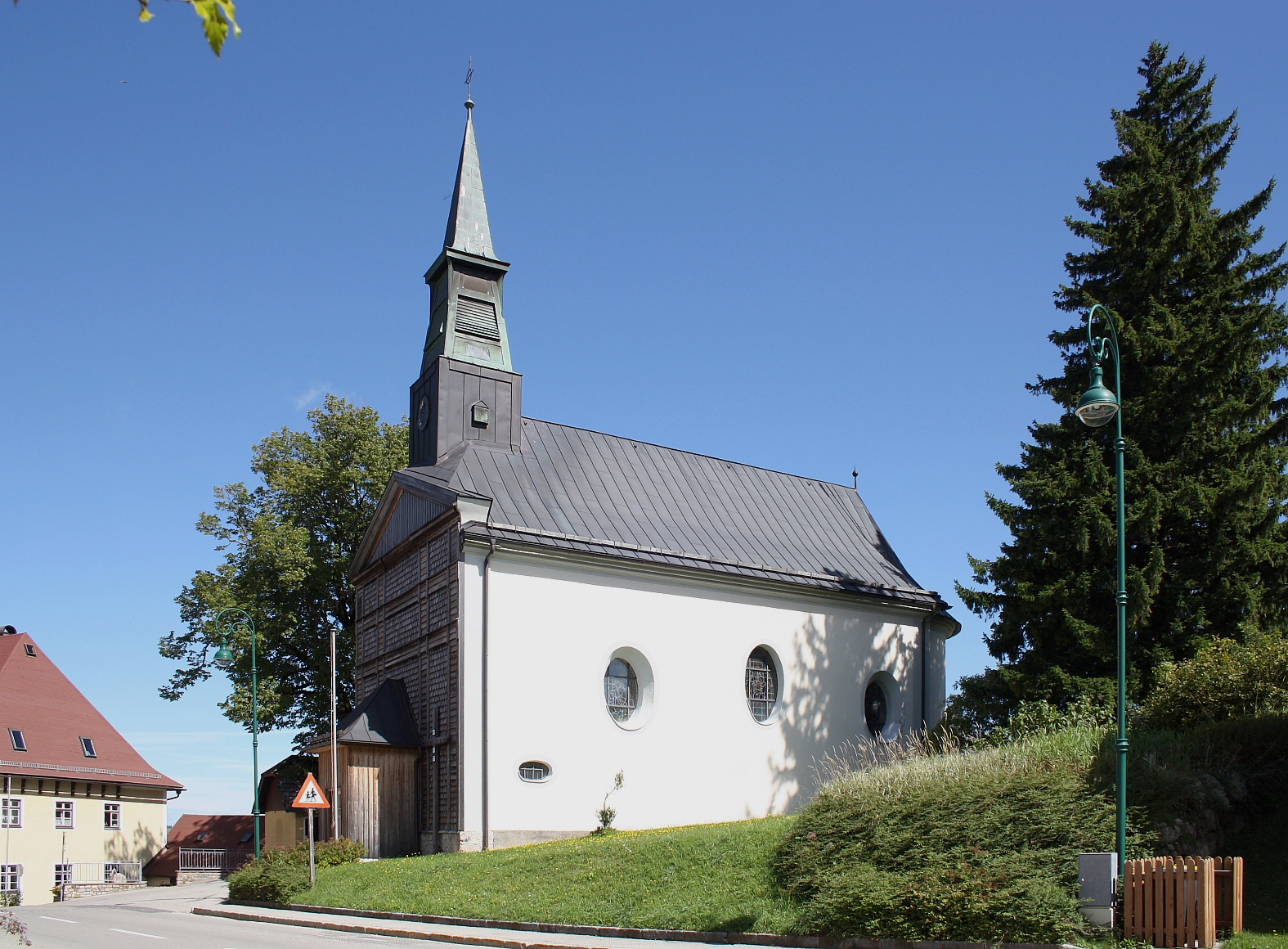
Südwestansicht der Pfarrkirche

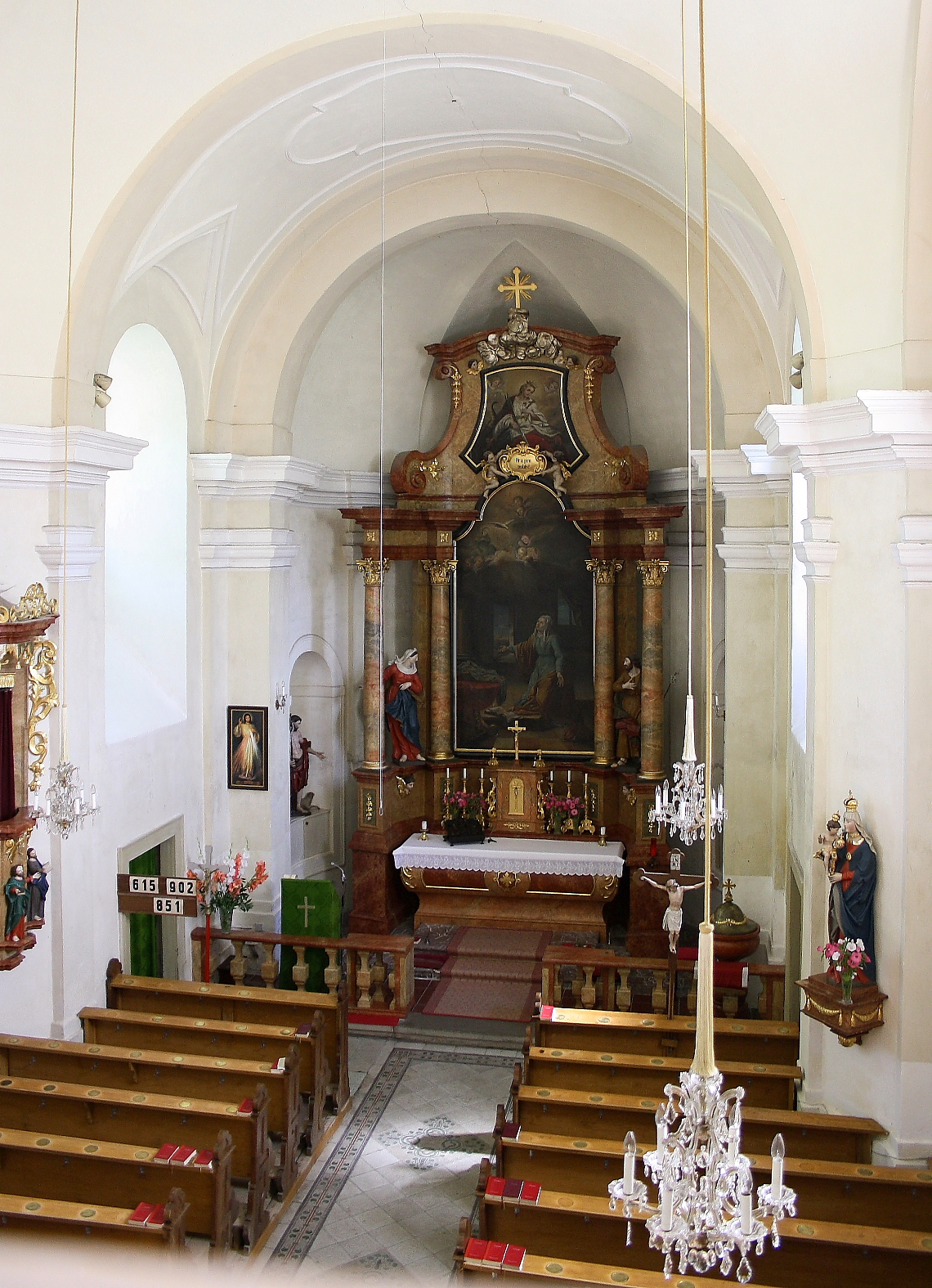
Innenansicht der Pfarrkirche

Grundriss der Kirche

Die römisch-katholische Pfarrkirche Puchenstuben befindet sich mitten im Ort der niederösterreichischen Gemeinde Puchenstuben.
Die Kirche ist der Heiligen Anna geweiht und die Pfarre dem Dekanat Scheibbs der Diözese St. Pölten unterstellt.

## Geschichte
Die Kirche 1727/28 wurde in der Nähe einer 1429 erwähnten Kapelle, die 1904 ergraben wurde, errichtet. Stifterin war die Fürstin Edmunda Theresia Maria von Liechtenstein, geborene von Dietrichstein-Nikolsburg. Ursprünglich war der Kirchenweiler eine Filiale von Frankenfels. 1784 wurde auf Anordnung von Kaiser Josef II. das Benefizium unter dem Patronat Weißenburg zu einer Lokalie erhoben und 1804 zu einer eigenständigen Pfarre.

## Beschreibung
Der Sakralbau ist ein einfacher Barockbau mit eingezogener Rundapsis und einem axialen Sakristeianbau. Das Langhaus ist dreijochig mit zentralisierender Mitteljochausweitung und hat ein Satteldach. Westseitig ist ein Dachreiter mit Spitzhelm und Uhr aufgesetzt, der 1889 erneuert wurde. Um 1900 wurde der gezimmerte Eingangsvorbau errichtet und 1928 die Westseite mit Holzschindeln verkleidet.
Der barocke Marmorhochaltar mit dem Altarbild der hl. Anna, dem Oberbild hl. Margarethe und den Statuen der hl. Maria und des Josef entstand um 1728. Die Orgel ist in einem neoromanischen Gehäuse und wurde 1895 von Max Jakob gebaut.
Im Jahr 1953 erfolgte eine Außen- und von 1962 bis 1966 eine Innenrestaurierung.